# Стюарт, Пол
Пол Стюарт (англ. Paul Stewart) — английский писатель, автор многих детских книг, в том числе серий «Воздушные пираты» (в оригинале «англ. The Edge Chronicles») и «Безграничные приключения».

## Биография
Пол Стюарт родился 4 июня 1955 года, в Лондоне. По образованию он филолог и преподаватель английского для иностранцев (он даже несколько лет работал в Шри-Ланке). Его первая книга вышла в 1988 году и сразу завоевала популярность. Через пару лет Стюарт забросил работу учителя и окончательно стал писателем, работающим для детей и юношества в жанрах научной фантастики, приключений, сатиры и хоррора. На данный момент у него вышло уже более 40 книг. Сейчас Стюарт живёт и работает в английском городе Брайтоне. Женат на учительнице начальной школы, воспитывает двоих детей.

## Список произведений
- 1988 — The Thought Domain — «Область мысли»
- 1989 — The Weather Witch — «Погодная ведьма»
- 1990 — Adam’s Ark — «Адамов ковчег»
- 1991 — Giant Gutso and the Wacky Gang — «Великан Гутсо и Юродивая Шайка»
- 1992 — Rory McCrory’s Nightmare Machine — «Машина кошмаров Рори МакРори»
- 1993 — The Snowman Who Couldn’t Melt — «Снеговик, который не таял»
- 1993 — Bubble and Shriek — «Пузырёк и Визжалка»
- 1994 — Castle of Intrigue — «Замок интриг»
- 1994 — Neighbourhood Witch — «Соседка-ведьма»
- 1996 — The Wakening — «Пробуждение», лучшая книга года по оценке Федерации детской книги
- 1997 — The Midnight Hand — «Рука Полночи»
- 1998 — Dogbird — «Пёсоптиц»
- 1998 — The Hanging Tree — «Плакучее дерево»
- 1999 — Millie’s Party — «Вечеринка у Милли»
- 1999 — Hat Trick — «Фокус со шляпой»
- 1999 — Brown Eyes — «Карие глаза»
- 2001 — Fright Train — «Поезд ужаса»
- 2002 — The Were-pig — «Свинья-оборотень»
- 2003 — The Watch-frog — «Лягушка-сторож»

### Воздушные пираты
| №  | Оригинальное название        | Год изд. в Англии | Название в русском издании | Год изд. в России |
| 1  | Beyond the Deepwoods         | 1998              | За Тёмными лесами          | 2003              |
| 2  | Stormchaser                  | 1999              | Громобой                   | 2003              |
| 3  | Midnight over Sanctaphrax    | 2000              | Полночь над Санктафраксом  | 2003              |
| -  | Cloud Wolf                   | 2001              | Облачный Волк              | -                 |
| 4  | The Curse of the Gloamglozer | 2001              | Древний странник           | 2004              |
| 5  | The Last of the Sky Pirates  | 2002              | Последний воздушный пират  | 2004              |
| -  |                              | 2002              | Карты Края                 | -                 |
| 6  | Vox                          | 2003              | Академик Вокс              | 2005              |
| 7  | Freeglader                   | 2004              | Вольная Пустошь            | 2006              |
| 8  | Winter Knights               | 2005              | Зимние рыцари              | 2006              |
| -  |                              | 2006              | Каменный Пилот             | 2003              |
| 9  | Clash of the Sky Galleons    | 2006              | Схватка небесных галеонов  | 2007?             |
|    | The Lost Barkscrolls         | 2007              | Утерянные свитки           |                   |
| 10 | Immortals                    | 2008?             | Бессмертные                |                   |

### Безграничные приключения/Far-Flung Adventures
| № | Оригинальное название | Год изд. в Англии | Название в русском издании     | Год изд. в России |
| 1 | Fergus Crane          | 1998              | Фергус Крейн и огненные алмазы | 2006              |
| 2 | Corby Flood           | 2005              | Опасный рейс                   | 2007              |
| 3 | Hugo Pepper           | 2006              | Наследник пиратов              | 2008              |

### Чвокая Шмарь/Muddle Earth
- 2003 — Muddle Earth (2004)  «Джо Варвар и Чвокая Шмарь»
- 2004 — Here Be Dragons (2004) «Здесь быть драконам!»
- 2004 — Dr. Cuddles Of Giggle Glade (2004) «Доктор Блинч с Хихикающей Поляны»

### Blobheads («Каплеголовые»)
совместно с Крисом Ридделом
- Пришельцы с Плюха/Invasion of the Blobs (1999) Каплеголовых"
- Talking Toasters (1999) «Болтливые тостеры»
- Beware of the Babysitter (2000) «Берегись няньки!»
- School Stinks (2000) «Сок для полоскания»
- Blobheads(2000) «Капризные гномы»
- Purple Alert! (2000) «Сиреневая тревога!»
- Булькококтейль/Garglejuice (2000)
- Билли или неБилли/Silly Billy (2000)
- Гнусные гномы/Naughty Gnomes (2003)
- Караул!/Blobheads Go Boing! (2004)

### Free Lance («Наёмник»)
совместно с Крисом Ридделом
- Free Lance and the Lake Of Skulls (2003) «Наёмник и Озеро Черепов»
- Free Lance and the Field of Blood (2004) «Наёмник и Кровавое Поле»
- Free Lance and the Dragon’s Hoard (2005) «Наёмник и Клад Дракона»

### Knight’s Story («История рыцаря»)
совместно с Крисом Ридделом
- Dragon’s Hoard (2005) «Драконий клад»
- Joust of Honor (2005) «Поединок чести»

### Цикл сказок о Ёжике и Кролике
совместно с Крисом Ридделом
- A Little Bit of Winter (1998) «Кусочек зимы»
- The Birthday Presents (1999) «Подарки на день рожденья»
- Rabbit’s Wish (2001) «Кроличья мечта»
- What Do You Remember? (2002) «Что ты помнишь?»

### Usborne Thrillers («Кошмары Асборна»)
- The Curse of Magoria (2004) «Проклятье Магории»
- Spinechillers («Шипастые ужастики»)
- Stage Fright (1995) «Страх сцены»
- Clock of Doom (1996) — у нас вышла под названием «Роковые часы».